# 測定

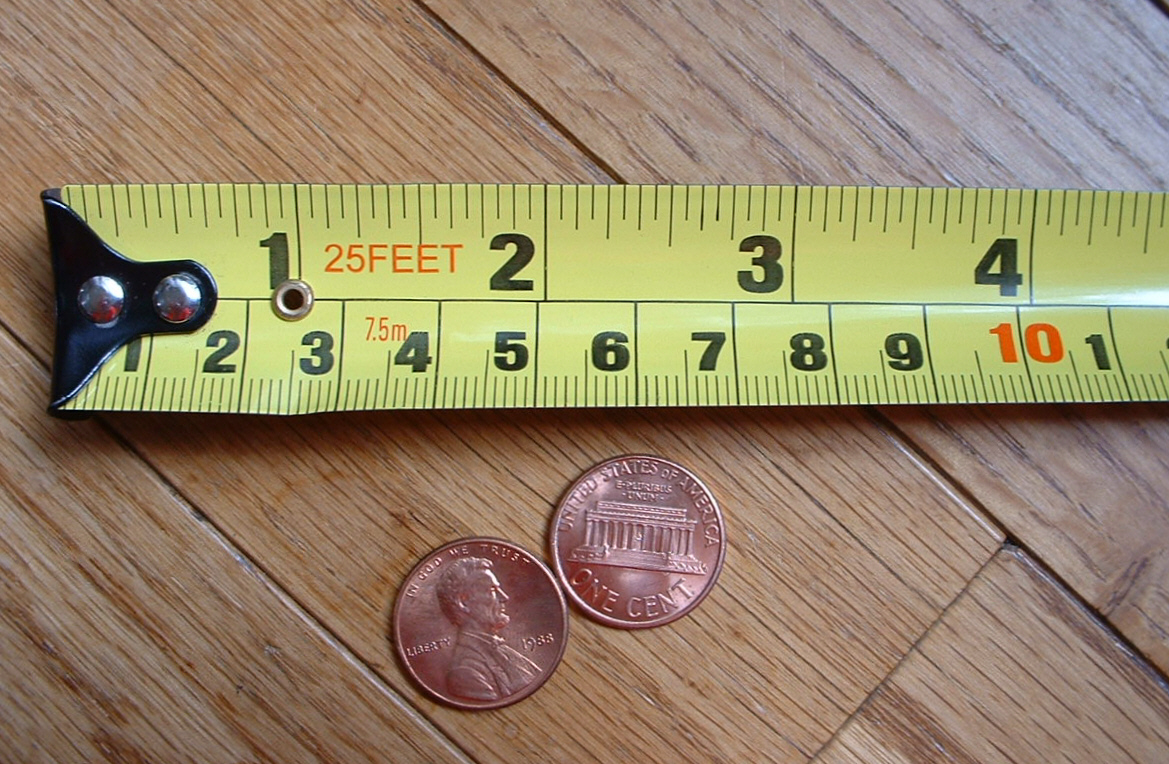
一般的な巻尺。これで硬貨の直径を測定することは可能だが、円の中心割り出しなど測定方法の課題は残る。

測定（そくてい、独: Messung、仏: mesure physique、英: measurement）は、様々な対象の量を、決められた一定の基準と比較し、数値と符号で表すことを指す。人間の五感では環境や体調また錯視など不正確さから免れられず、また限界があるが、測定は機器を使うことでこれらの問題を克服し、測定対象物の数値化を可能とする。ただし、得られた値には常に測定誤差がつきまとい、これを斟酌した対応が必要となる。
ルドルフ・カルナップは1966年の著書『物理学の哲学的基礎』にて科学における主要な概念として、分類概念・比較概念・量的概念の3つを提示した。このうち、量的概念 (quantitative concept) を「対象が数値を持つ概念」と規定し、その把握には規則と客観的な手続きに則った判断が求められるとした。そしてこの物理学的測定は、測定する対象の性質や状態のメカニズム理論に基づいた尺度構成が重要になる。測定に関する理論および実践についての科学は、計量学（英: metrology）と呼ばれる。
測定の対象は自然科学だけにとどまらない。会計学においても貨幣的尺度を用いた評価や、企業の財務会計と適切なモデルを対応づけることなどを「測定」とする例がある。より広範な社会構造や地位などを統計学ではなく測定による理解を行う学問は「計量社会学」と呼ばれる。心理学においても量的概念とその測定・解析に関する理論があり、これはグスタフ・フェヒナーが創設した精神物理学 (psychophysics) に始まったと言われる。

## 定義
測定は、必ず何かしらの基準となる機器を用い、その結果として数と測定単位の組み合わせで表示される。したがって、例えば並んで立つ2人の身長がどちらが高いかを見る事は測定とは言い難い。試験も何らかの評価を下す行為だが、これも「合否」という結果を導き出すものである限り、測定とは言えない。ただし、一連の試験を下すプロセスの中には、何かしらの測定が行われる場合もある。
同様な意味で用いられ、日本語において明瞭に区別されていない用語には、計測（けいそく、英: instrumentation）と計量（けいりょう、英: metrology）がある。JIS Z8103の「計測用語」では、計測とはより広い定義がなされ、ある目的のために対象を量的に把握する技術・方法や手段の立案・計画から実行、そして目的の達成、結果を情報として利用できるようにする段階までを含む。同用語定義では、計量とは測定標準における公的な取り決めに基づいた、計る行為そのものとみなすこと出来る。
上記のJIS定義は、ISOが定める国際計量基本用語集（VIM, 1993年）との差異がある。VIMでは計量・計測に違いを設けずいずれも英: metrology、仏: métrologieとし、測定に関する理論および実践のすべてを包括すると定める。測定には仏: mesurageが当たり、測定行為を指し示す用語としている。しかし、計量学におけるそれぞれの名詞は、奥義において重なり合っている部分が多いため厳密に区分できるものではなく、VIMは逆に区分することで表現が枯渇するような事態にならないよう推奨している。
近い意味を持つ単語に測量（そくりょう、英: surveying）がある。測量法第3条の規定によると、測量とは地球表面（地表、地中、水中、空中）に存在する自然物や人工物の空間的位置を対象とする測定およびその技術を指す。

## 測定の種類

間接測定による単位パーセクを用いた天体までの距離測定。このような長大な距離を直接測定することは事実上不可能である。

測定には「直接測定」 (direct measurement) と「間接測定」 (indirect measurement) がある。直接測定とは対象と基準量となるもの (reference) を直接比較させて測定量を得ることである。間接測定は対象の知ろうとする量と一定の関係を持つ複数の測定量を得て、関係式から計算を通じて目当ての物理量を得る方法である。例えば、コインの直径はものさしを当てて直接測定が出来るが、遠くの星までの距離を直接測ることは不可能であり、例えば年周視差で求めた角度と天文単位からパーセクを単位に距離を求める方法は間接測定となる。間接測定の身近な例では、直接測定で体積と質量を測り、これらから密度を計算する手段も当たる。
直接測定は複数の手段に分類される。基本量で作られた単位のみを使う測定を絶対測定 (absolute measurement) と言い、これに対し既知の量で校正され振られた目盛を読み取る測定や何かしらの基準値との差を測定する方法を比較測定 (relative measurement)という。
測定系構成での分類では、対象物をものさしの目盛などゼロから連続して開いた基準と並べ、これを順に辿る方法を「偏位法」(deflection method)  と言い、取り扱いが易しい利点があるが、電圧計のように測定対象のエネルギーを奪ったり、ばねばかりのように大きな荷重ではばねが伸び切ってしまうなど誤差が生じやすい。ある測定機器で基準となる量を測り、これと対象を置き換えて測り、基準量に差分を加えて数値を得る方法は「置換法」 (substitution method) と呼ばれ、測定器の狂いによる誤差を避けることができる。「差動法」 (differential method) とは、測定する量と反作用するある量を合わせて相殺し、残った差分を計測して数値を得る。「補償法」 (compensation method) では、測定する量を超えないある程度の計測を置換法で測り、残り部分は偏位法を用いて測定する。「零位法」 (null method) は、対象の量と基準の量が等しくなるように基準の量を加減して測定する上皿天秤やブリッジ回路などが該当する方法で、精度は高いが扱いにくい。
測定対象への働きかけ方による分類では、レーザー照射など測定器側から何かしらの働きかけを行うアクティブ法 (active method) と、対象が自然に発する信号など情報を読み取るパッシブ法 (passive method) がある。また、対象との接触の有無でも区分され、接触センシングと非接触センシングがある。後者には写真やカメラ撮影を介して画像を得て測定する方法もあり、対象に影響を与えない。

## 測定にまつわる問題

### 前提条件の誤り
測定には、様々な誤りがつきまとう。古代ギリシアの哲学者アナクサゴラスは、同時刻に測定した約800km離れた2地点から太陽を測定した視差から、その大きさと距離を求めた。間接測定の結果彼は、太陽は直径56km、距離6400kmという値を得たが、これは地球が平面という考えの基で計算されたもので、前提条件の誤りが測定結果に直結した例に挙げるられる。

### 対象やプロセス等の妥当性
測定において、その対象は必ずしも不変ではない。経時的に変化するもの、動物のように測定者の意図に逆らう行動を取る場合など、様々な変化をする。また、個別の測定方法にもそれぞれの弱点や限界（測定限界）が存在し、これらの要因が影響し誤った結果を導き出す場合がある。測定者には、測定法の原理を理解し、目的や対象に沿った方法を選択する事が必要となる。
他にも、測定しようとする対象のサンプル抽出が適切なものか、また温度や湿度など測定を実施する環境によっても結果が左右されるため、これらの条件の設定も重要となる。

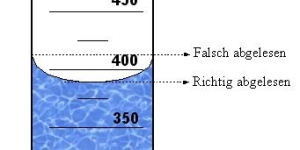
メスシリンダーを用いた測定では、湾曲（メニスカス）が生じる。ここで標線 (Richtig abgelesen) を目標に、眼の高さを合わせる正しい使い方を知らなければ、読み取った測定値には誤りが生じる場合がある。

### 力量不足
ヒューマンエラーが測定結果を誤らせる場合がある。これには、作業者の単純ミスから、知識・判断力の不足、視力など個人の能力差や癖などが介在する。これらは管理を通じて対策する類のものであり、品質マネジメントシステムの国際規格であるISO 9001:2008 6.2では、測定を行う手順を定める事と同時に、測定を実施する人間に対する教育研修を行い、その力量（りきりょう）を評価することを要求事項に定めている。

### 測定器の問題
測定にはそれぞれの方法に応じた機器が用いられるが、この機器そのものが狂いを内包している可能性が存在する。偏りや経時的な変化、磨耗、また電気機器ではノイズなども影響する。ISO 9001:2008 7.6では、監視機器及び測定機器についてその正当性を保証するために校正もしくは検証またはその両方の実施と記録保存を義務づけている。

### 許容範囲と仕様の問題
プロセスまたは工業製品は、複数の施行または量産される中でぶれが発生し、それに応じて測定結果も一定しない。ただしこれには期待される機能である仕様が設定され、それの応じた測定値の許容範囲が決められる。ISO 9001:2008 7.1では、製品実現の計画段階にて品質目標と製品またはプロセスに対する要求事項を定め、妥当性確認と製品合否判定基準を設けるよう定めている。

## 解析

### 有効数字
測定された値は、不確定なあいまいさが含まれる桁を最小桁として表示し、これは有効数字と呼ばれる。有効数字がどの桁に相当するかは測定器の表示方法に左右され、デジタル表示の場合は最小の桁を、アナログ表示の場合は最小目盛りの1/10までを読み取りこれをあいまいさが含まれる最小桁とする。
この有効数字は、解析において加算・積算する際に、あいまいさを拡大させてしまう可能性があるため、桁数の揃えなど取り扱いに注意する必要がある。

### 測定誤差と不確かさ
例えば特定の天体についてなどの単一対象を、同じ測定器を使い定められた正しい手順で複数回測定を行って得られた数値でも、往々にして一致せずある程度の分散状態が生じる。これは、得られた量には系統誤差（かたより、正確度）や偶然誤差（ばらつき、精度）が存在し、それはどんな精巧な測定方法や測定器でも発生し（方法や機器に付随しない）、いわば測定値に付随する性質のものである。
以前、これらはまとめて測定誤差と呼ばれていたが、国際度量衡委員会1993年のガイドラインにおいて再定義が施され、真の値を含むデータの「ばらつきのパラメータ」、すなわちデータの範囲を示す指標を「不確かさ」 (uncertainty) と定めた。そして標準偏差と同じく統計学的な「標準不確かさ」が定められ、この2倍に当たる「拡張不確かさ」を測定の信頼率95%の指標と定めた。
標準偏差や信頼限界の間隔で示されるこの不確かさは、試験方法を総合的に判断する重要な尺度となり、ひいては品質のバロメーターとなる。そのため、測定を行う際にはその不確かさの概念理解と把握を行う必要があり、ISO/IEC 17025では、測定者（試験所や校正機関）がこの不確かさを報告することを定めている。
ただし、実施時点では要求を充分に満たす技術が開発されていない測定や、費用面で実効的ではない点などは考慮されなければならない。これらは測定者では対応できず、その専門分野である計測工学が取り組む事項である。試験所・検査機関の認定指針を定める国際試験所認定会議 (International Laboratory Accreditation Conference, ILAC)は、このような測定方法開発の支援や促進を行う母体でもある。

### 確率論などの解析
測定値が含むさまざまな誤差を修正する最も単純かつ典型的な方法は、複数の測定値の平均を取る事である。これによって真の値を得ることができるわけではないが、その近似値または極限値を知る事は可能である。
測定値の集団は初歩の確率論で解析される。分散や確率分布関数および確率密度関数、標本を用いた解析などがその手法に該当する。さらに、最小二乗法も解析の手段に用いられる。

## 歴史

### 単位の歴史
測定がいつどこで始められたかははっきりしないが、数が発明され、その「1」を単位に数えるという行為が測定の始まりとも言える。その後、生活や産業にかかわる単位が定められたが、これらは小国家・地域など限定された範囲でのみ通用するものだった。
古代中国の戦国時代でも、度量衡はおろか三進法や十進法など位取り記数法もばらばらだった。これを最初に統一したのが秦の始皇帝（即位：紀元前246年）だった。西欧での統一は、五賢帝時代のローマ帝国（1世紀 - 2世紀）などで行われた。11世紀イギリスのヘンリー1世時代に現在でも用いられる長さの単位ヤードが制定された。

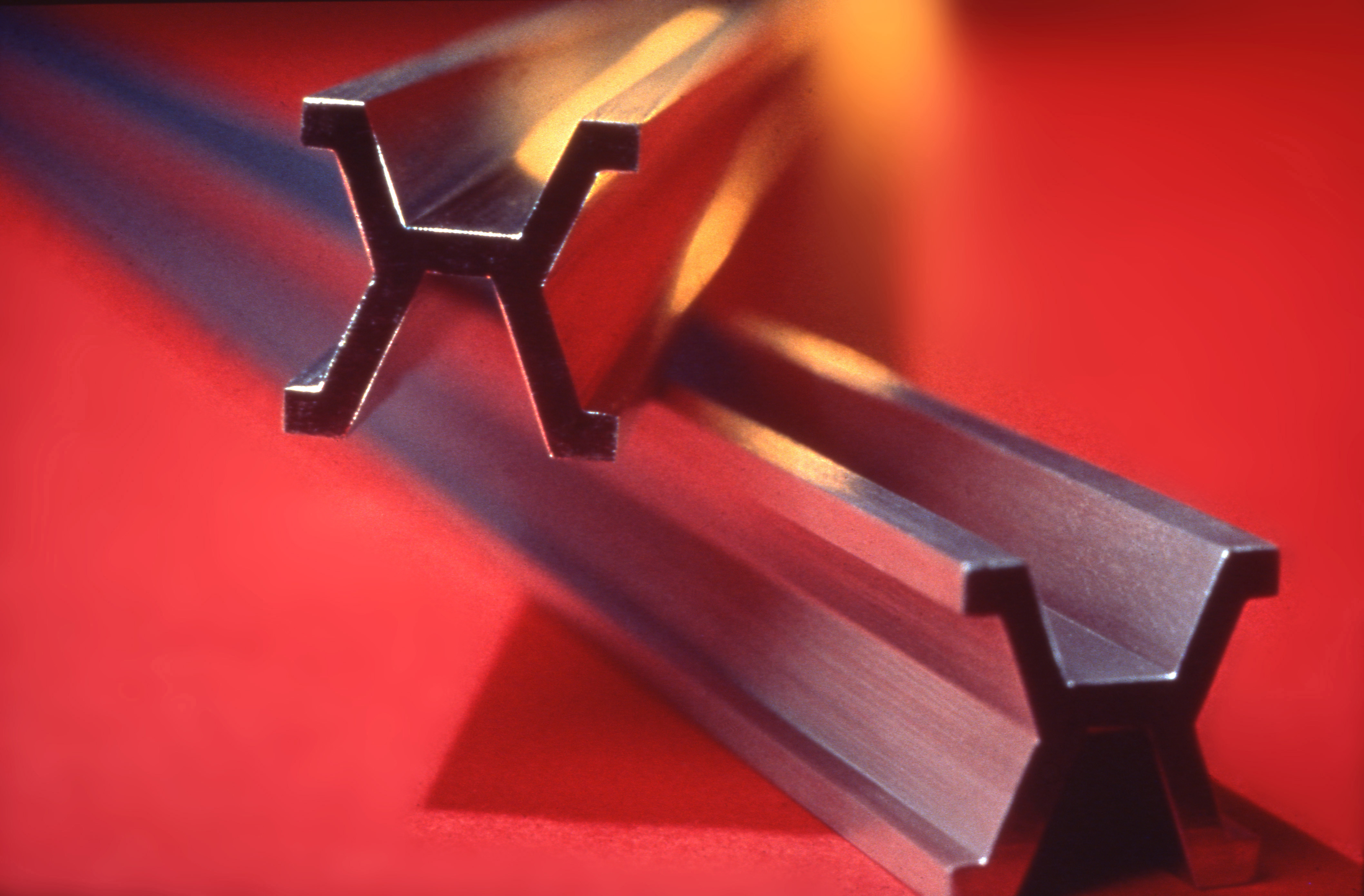
1960年まで使用されていた白金・イリジウム合金のメートル原器

1790年にフランスのシャルル＝モーリス・ド・タレーラン＝ペリゴールが提唱した普遍的な物理量基準の必要性に応じ、メートルとキログラムの白金製基準器が製作され、1799年にパリの国立公文書館に収蔵された。この仕事は何度も見直しや変更が加えられ、1954年に採択された国際単位系へ繋がった。

### 測定と自然科学の発展
17世紀に、自然科学は測定を基礎に発展した。ガリレオ・ガリレイは『偽金鑑識官』の中で、宇宙を書物に喩え、その言語は数学で書かれており、手段をもってしか知ることができないと述べた。この知の手段こそ「測定」を指した。ガリレオ自身は敬虔なキリスト教徒であり、この言は神の存在否定を意図してはいなかった。しかし、18世紀には神を介さずに人間が自然と直接向き合うことが意識され、その手段として測定が知の技法として認識されるようになった。オーギュスト・コントはこれら厳密な測定や実験などを重視する「科学」を実証主義の段階に達したものとみなし、それ以前の学問は「非科学」として区分した。物理学者ウィリアム・トムソン（ケルビン卿）は「測定をする事ができない人物の知識は貧弱である」と述べ、測定は知に到達する上で必須な方法論となった。
さらに誤差の問題についても、カール・フリードリヒ・ガウスやピエール＝シモン・ラプラスらが天文観測において確率論を用いた対策に取り組み、アドルフ・ケトレーが近代統計学を開闢することで対応と測定結果の説明法を立ち上げた。これらを含む測定方法の向上は近代科学を進歩させる原動力のひとつとなった。

### 社会科学における測定と「科学」の変革
ケトレーは、天文学における測定結果から誤差を確率論的に処理し客観的な法則を導く手法は、人間集団の行動など社会科学にも適用できると考えた。この思考の結実は1835年に刊行された『人間に就いて』であり、人間に関する法則を測定で導き出す試みとなり、「社会物理学」へ数値化の手法を持ち込んだ。チャールズ・ブースの貧困層の研究もまた同様の手法を社会へ向けた測定の成果と言える。
19世紀に興ったこのような自然科学に続く社会科学の動きは、12世紀以来のヨーロッパにおける従来のキリスト教的枠組みの中で思索を重ね、哲学を基本に神学・医学・法学などを修める「科学」とは大きく異なるものであった。また、従来の「科学者」とは神の召命によって選ばれた特別な人間という認識にも変革を与えた。

### 量子力学における測定
20世紀に入ってから構築された量子力学は、それまでの測定の考え方に変更を要請した。古典物理学では不可能な素粒子など微細な世界を高い精度で説明する量子力学は、物理量には状態による確率振幅があり、一様ではなく常に変動すると定めている。つまり、物理量の実在値（固有状態の物理量）はどのような観測をもってしても確認は不可能なものとしている。この解釈は「量子力学の観測問題」として、現代でも論争が起こる課題である。

## 測定機器

### 測定と制御
産業のあらゆる分野に導入されている機械が問題なく稼動したり、工事が図面通り正確に行われたりするためには制御が欠かせず、この制御を正確に実行するためには測定が必要になる。生産における原料の計量を例にすると、先ず量の「目標値」が設定される。取り分けるような場合では、機械（制御器）が一度操作して取り出した「操作量」が目標値と合致しているかどうかを測定し、一致していない場合は再度操作する量（2度目の「操作量」）を決定して加え、合計の「制御量」を再度測定する。この制御によって目標値の量を得る。これはフィードバック制御と言う。タンクに目標値の水を自動で溜めるような場合には、必要な操作量（例えば時間あたり水量）を計算し、測定を行いながら制御量が目標値となるまで制御器を稼動させる。これはフィードフォワード制御という。
このような制御を行う際の測定には、正確性・迅速性・耐久性の3つが求められ、同時に的確な制御器への指示が必要となる。このため、それぞれの測定内容に適した測定法や機器（センサー）の選択や設定が検討される。

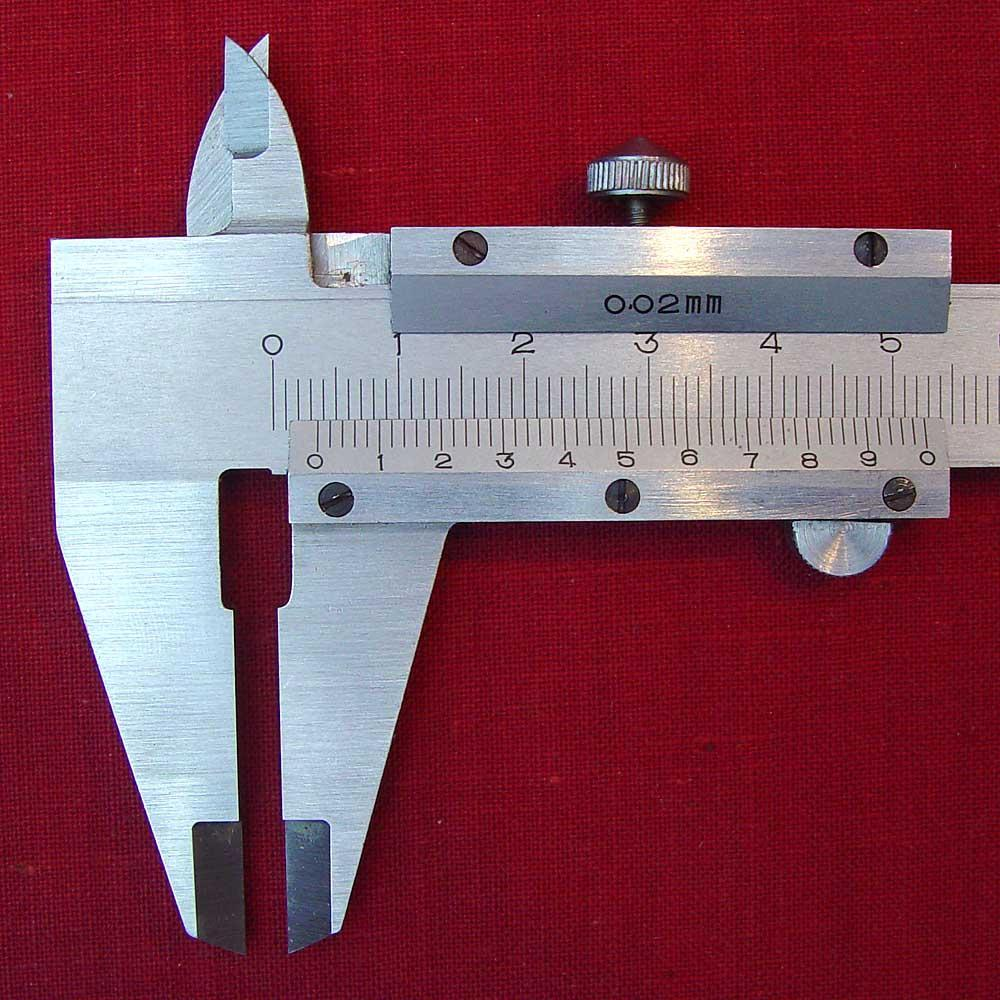
ノギス

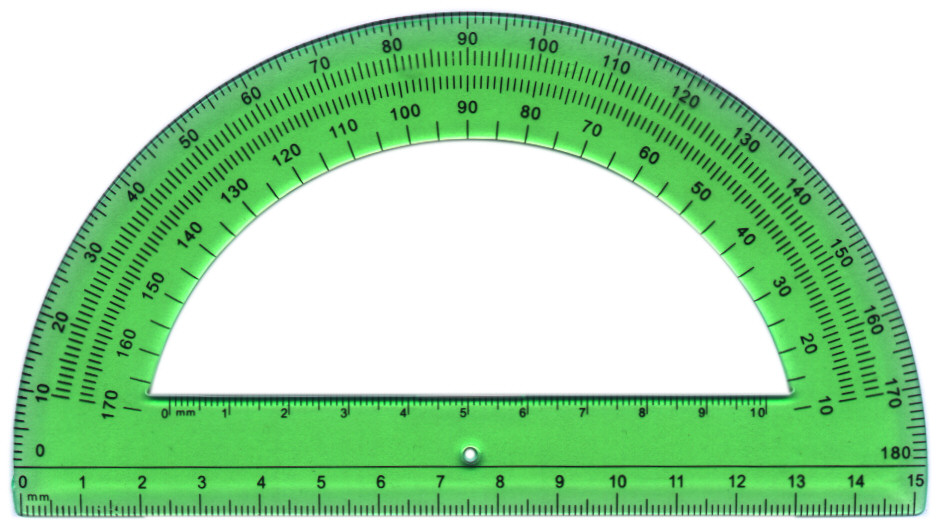
分度器

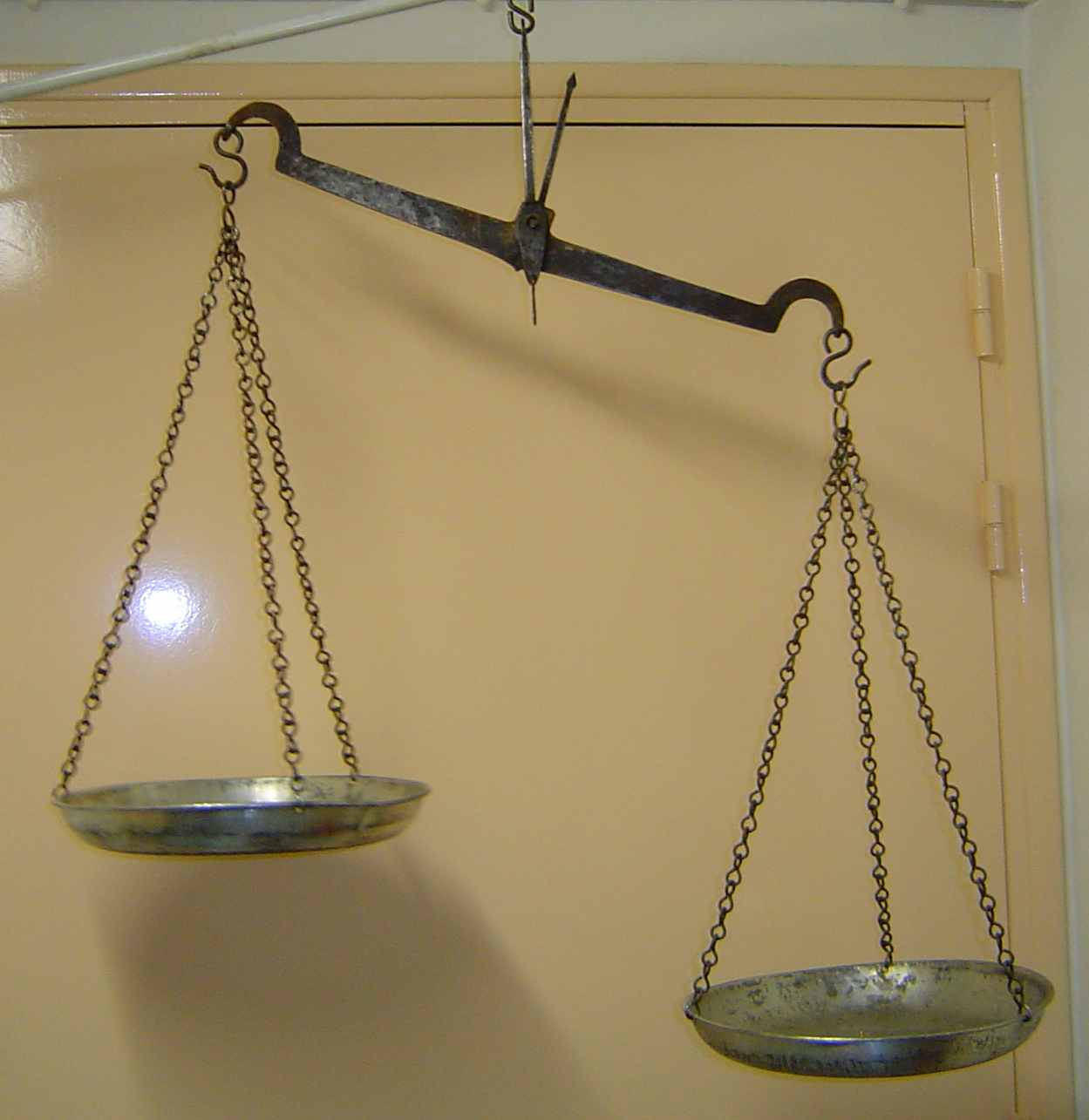
天秤ばかり

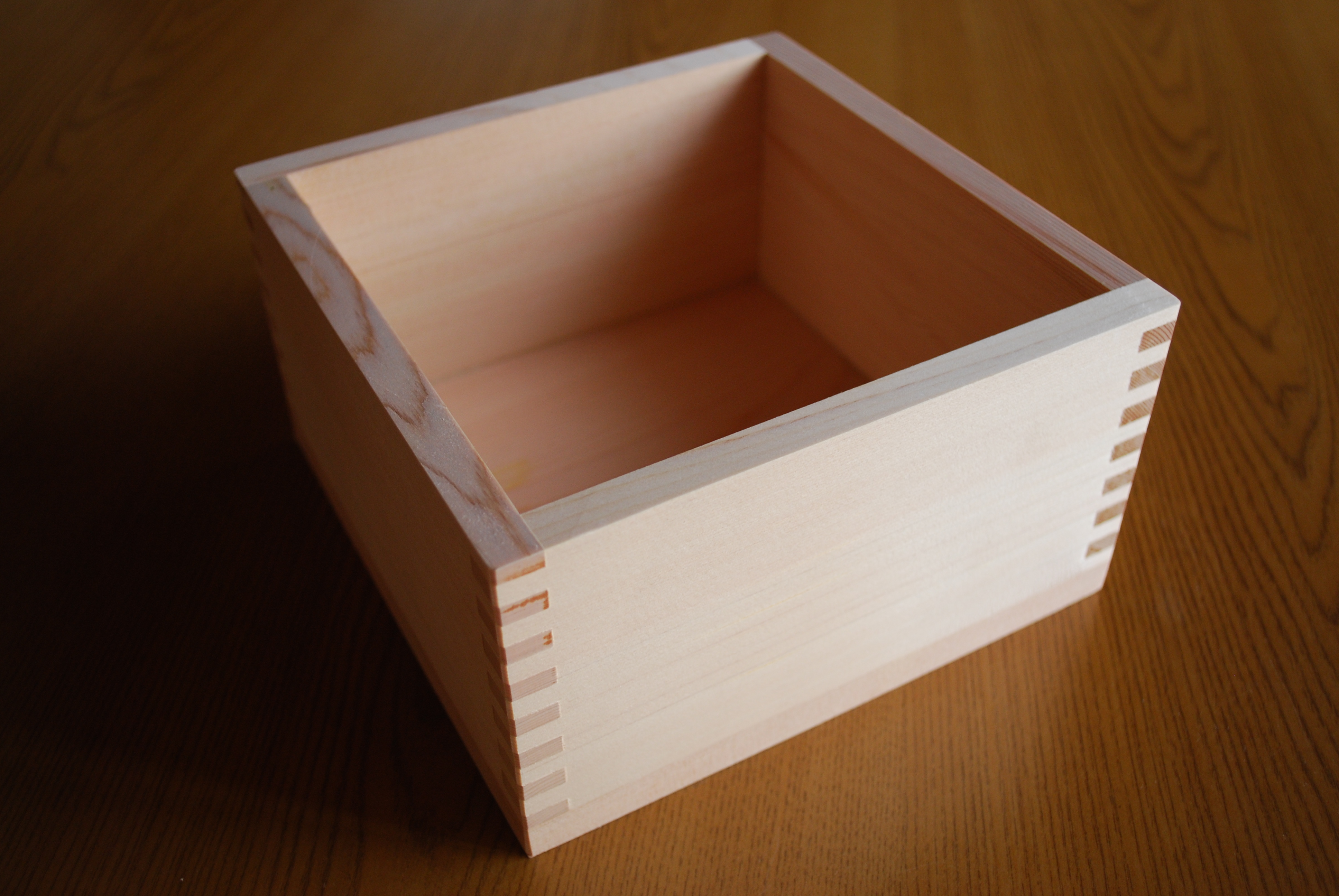
枡

### 測定機器の例
長さを測定する機器
ノギス、マイクロメータ、メジャー (測定機器)、指矩（曲尺）
角度を測定する機器
分度器（角度計）、水平器、六分儀、トランシット
重さ（質量）を測定する機器
秤（天秤ばかり、ばねばかり）、体重計
体積を測定する機器
枡
時間を測定する機器
時計、ストップウオッチ
圧力を測定する機器
圧力計、気圧計、血圧計
電圧を測定する機器
電圧計、電位差計、オシロスコープ
電流を測定する機器
電流計、クランプメーター、漏電電流計
電力・力率等を測定する機器
電力計、電力量計、力率計
抵抗を測定する機器
ダブルブリッジ、接地抵抗計、ホイートストンブリッジ、絶縁抵抗計、インピーダンスメータ、体脂肪計
周波数等を測定する機器
周波数計、サイクルカウンタ
複合した電力量を測定する機器
テスター（回路計）
照度を測定する機器
光度計

## 様々な測定
- 年代測定とは、過去の時間的定点を計量的に測定することを指す。これは考古学や地質学、地球など惑星科学等で用いられる、最も強力な指標のひとつとなる。その方法は様々あるが、放射能の発見（ベックレル、1896年）を契機とした放射性元素の壊変から編み出された放射年代測定は高い有用性を示した。1969年にアポロ11号が持ち帰った月の石を分析するに当たり、これらの分析精度は飛躍的に向上し、1970年代以降は別の元素を用いた分析法も様々に開発されている[43]。
- 会計学における測定は、主に価値（公正価値）を測定し「比較」を行うところに重点を置いている。そのために、企業の金融資産や負債など会計が測定され用いられるが、そのためには会計方法そのものの統一や測定されるべき属性、その評価について課題を残す[44][45]。
- 人体や動物の健康状態を測る健康診断ではいくつかの測定が行われる項目がある[46]。身長や体重などの他にも、例えば血液や尿などの成分や血糖値等を測定する診断では内臓など様々な健康状態を確認することができる。